# القاگر
اِلْقاگَر (به انگلیسی: inductor) یا کویل یا چوک 
یک قطعه الکترونیکی، غیرفعال (به انگلیسی: Passive) و معمولاً دو-پایانه‌ای است که به آن «پیچه»، «سیم‌پیچ» یا «سِلف» نیز می‌گویند. القاگر، در برابر تغییرهای جریان الکتریکی مقاومت می‌کند. این افزاره معمولاً از رسانایی مانند یک سیم که به صورت سیم‌پیچ درآمده است و به دور هسته‌ای از جنس آهن یا کربن خاص به نام «فِرّیت» پیچیده‌شده، تشکیل می‌شود.
هنگامی که جریان الکتریکی از القاگر بگذرد، میدان مغناطیسی درونش ایجاد می‌شود و انرژی در این میدان مغناطیسی موقت ذخیره می‌شود.
وقتی شدت جریان الکتریکی تغییر کند، میدان مغناطیسی متغیّر با زمان، ولتاژی را در رسانا القا می‌کند و بر اساس «قانون القای الکترومغناطیسی فارادِی»، این ولتاژ مانع از تغییر جریانی می‌شود که در القاگر قرار داشت؛ بنا بر «قانون لِنْز»، مسیر یک نیروی محرّکهٔ الکتریکی (emf) مخالف مسیر جریانی است که آن را سبب شده‌است.
مشخصهٔ اصلی القاگر، «القاوَری» است که یکایش در دستگاه بین‌المللی یکاها (SI)، «هِنری» است و با (H) نمایانده می‌شود؛ که به نام «جوزِف هِنری»، دانشمند و مهندس آمریکایی سدهٔ نوزدهم میلادی، نامگذاری شده‌است.
بیشتر القاگرها هسته‌ای مغناطیسی، ساخته‌شده از آهن یا فِریت دارند که سیم‌پیچ به دور آن‌ها بسته می‌شود و باعث افزایش میدان مغناطیسی و القاوَری می‌شود.
مقاومت‌ها، خازن‌ها و القاگرها از عناصر خطی و غیرفعال تشکیل دهندهٔ مدارهای الکترونیکی هستند. از القاگرها به‌طور گسترده در سامانه‌هایی که با جریان متناوب کار می‌کنند، استفاده می‌شود.
از القاگرها برای جلوگیری از عبور سیگنال با فرکانس زیاد نیز استفاده می‌شود؛ زیرا القاگر، جریان مستقیم را می‌گذرانَد، امّا مانع از گذر جریان متناوب با فرکانس زیاد می‌شود. القاگرهایی که به این منظور طرّاحی شده‌اند، چُوک (مسدودکننده، Choke) نامیده می‌شوند. از دیگر کاربردهای القاگر می‌توان به استفاده از آن‌ها در فیلترهای الکترونیکی برای جداسازی سیگنال‌ها با بسامدهای گوناگون و در مدارهای تیونر (تنظیم کننده) گیرنده‌های رادیو و تلویزیون نام برد.

## معرفی کلی

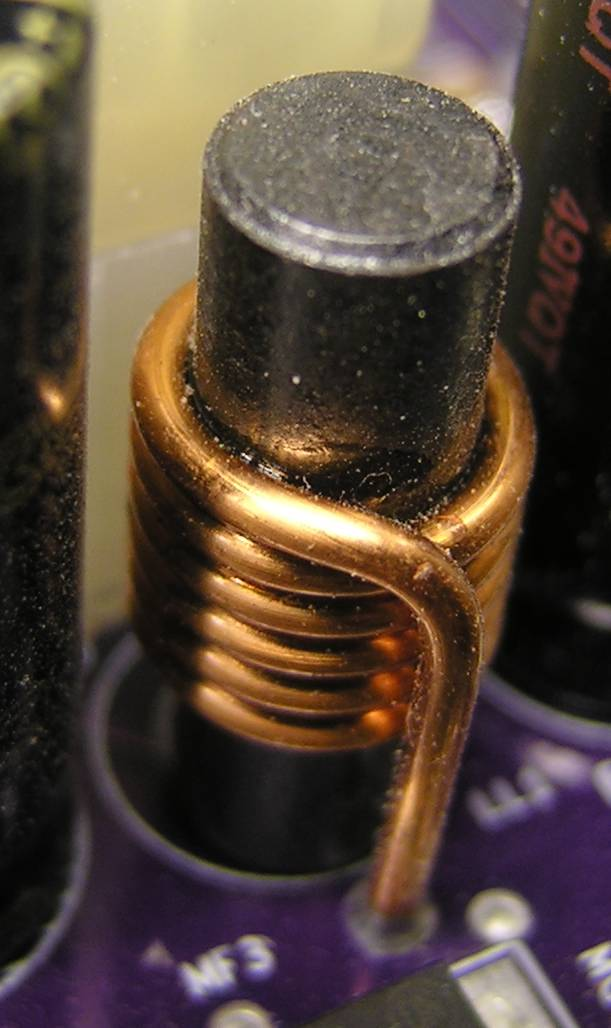
اِلْقاگَر

عمل القای جریان الکتریکی، نتیجهٔ پدید آمدن میدان مغناطیسی، پیرامون سیمی است که جریان الکتریکی از آن می‌گذرد. جریان الکتریکی گذری از سیم، شار مغناطیسی متناسب با جریان پدیدمی‌آورد؛ بنابراین، هر تغییری در این جریان الکتریکی، ولتاژی می‌سازد که با تغییر جریان الکتریکی مخالفت می‌کند و مانع این امر می‌شود. این ولتاژ که با یکای «ولت» سنجیده می‌شود به صورت حاصل‌ضرب القاوَری القاگر در مشتقّ جریان الکتریکی نسبت به زمان محاسبه می‌شود.
{\displaystyle v=L{\frac {di}{dt}}\qquad \qquad \qquad \qquad {\text{(1)}}\,}
در این رابطه جریان الکتریکی (i) برحسب آمپر و القاوَری (L) برحسب «هنْری» محاسبه می‌شود. القاوَری یک ویژگی مدار الکتریکی است که مشخّص می‌کند با گذر یک شدت جریان معین از القاگر، چه مقدار شار مغناطیسی ایجاد می‌شود.
هر سیم یا مادهی رسانایی، هنگامی که جریان الکتریکی از درونش می‌گذرد، تولید میدان مغناطیسی می‌کند؛ امّا در ساخت القاگرها از شکل‌ها و هستههای گوناگون استفاده می‌شود تا میدان مغناطیسی ساخته‌شده را تقویت کنند. پیچیدن سیم باعث افزایش تعداد خط‌های شار مغناطیسی می‌شود که به مدار متّصل‌اند و باعث افزایش القاوَری می‌شود.
هرچه تعداد دُورهای القاگر بیشتر باشد، خاصیّت مغناطیسی آن نیز بالا می‌رود. راه دیگر، افزایش القاوَری در القاگر، گزینش هستهی مناسب است؛ برای مثال، استفاده از مادّههای فِرومغناطیس، مانند آهن و پیچیدن سیم به دُور آن‌ها باعث افزایش چشمگیر خط‌های شار مغناطیسی می‌شود. گزینش هسته‌‌ای با تراوایی مغناطیسی، بالا باعث چندهزار-برابر شدن خاصیّت القاوَری القاگر می‌شود.

## القاگرایده‌آلو القاگر واقعی
در بحث مدارهای الکترونیکی معمولاً برای همهٔ افزارهها یک مُدل ایده‌آل لحاظ می‌شود. در مُدل القاگر ایده‌آل، پیروی دقیق رفتار القاگر از معادلهٔ (۱) مفروض است. القاگر ایده‌آل، هیچگونه مقاومت الکتریکی و اثر خازنی ندارد و انرژی را تلف نمی‌کند.
از سوی دیگر، القاگر واقعی تأثیرهای جانبی می‌پذیرد که باعث تغییر رفتار آن می‌شوند و از مُدل القاگر ایده‌آل فاصله می‌گیرد. القاگر واقعی، دارای مقاومت داخلی درون القاگر، ظرفیّت خازنی به دلیل تشکیل میدان میان القاگر و اتلاف انرژی به‌صورت گرما می‌باشد. در بسامدهای بالا این ظرفیّت خازنی، تأثیر شدیدی بر رفتار القاگر می‌گذارد و در برخی بسامدها حتّی می‌تواند عملکرد القاگر را به یک تشدیدگر تبدیل کند.

## کاربردهای القاگر

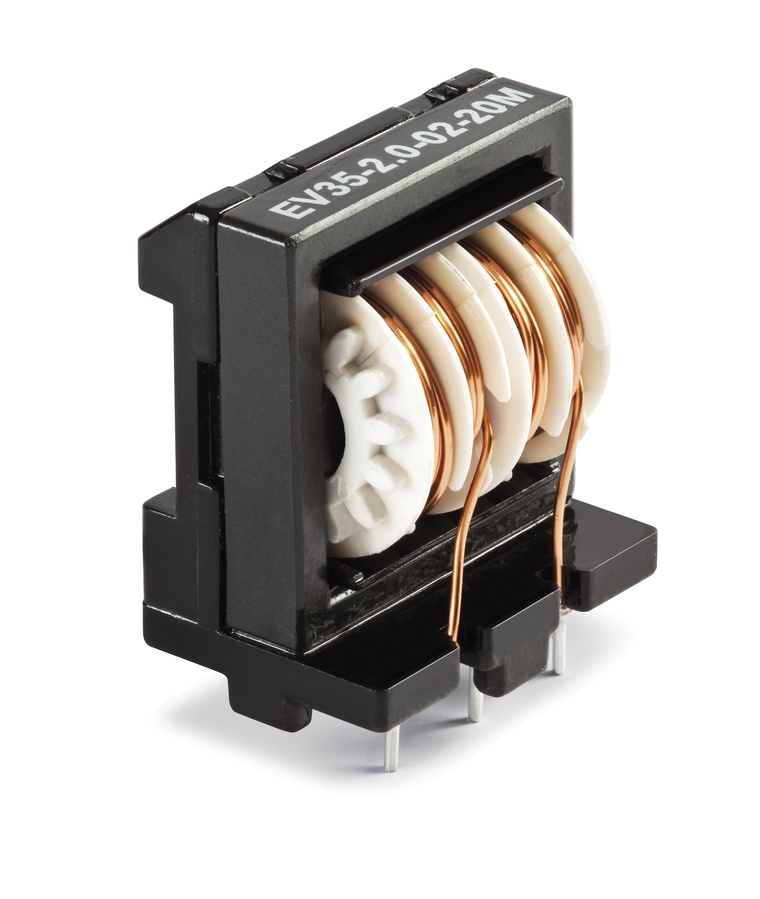
نمونه‌ای از یک القاگر با دو پیچهٔ ۲۰mH (میلی‌هنْری) که در مدارهای منبع تغذیه کاربرد دارد.

از القاگرها در مدارهای آنالوگ و پردازش سیگنال به‌طور گسترده استفاده می‌شود. از ترکیب القاگرها با خازنها و دیگر افزارههای الکترونیکی می‌توان پالایه (فیلتر) برای سیگنال‌ها با بسامدهایی خاص ساخت.
گسترهٔ کاربرد این افزاره از مدارهای منبع‌های تغذیه با القاگرهایی با اندازهٔ بزرگ برای جلوگیری از نوسانهای جریان ورودی، تا القاگرهایی با جثّهٔ بسیار کوچک که پیرامون بافه‌های انتقال بسامدهای رادیویی قرار می‌گیرند تا از ادغام آن‌ها باهم جلوگیری کنند، متغیّر است. از القاگرهای کوچک‌تر نیز در سامانه‌های دریافت و ارسال انواع نشانکها استفاده می‌شود.
با ترکیب دو یا چند القاگر می‌توان افزارهای به نام «ترانسفورماتور» ساخت که عضوی بنیادی در تمامی مدارهای تغذیه، انواع شارژکُن‌ها و مدارهای مبدّل ولتاژ است. با استفاده از ترکیب خط‌های شار مغناطیسی میان دو القاگری که یکی ثابت و دیگری در حال چرخش است، گشتاور نیرو ایجاد می‌شود که اساس کار موتورهای القایی می‌باشد.
از القاگر در مدارهای منبع تغذیهٔ کلیدزنی به عنوان ذخیره‌گرهای انرژی الکتریکی و واپایش ولتاژ استفاده می‌شود. هم‌چنین القاگر در سامانه‌های انتقال الکتریسیته مانند، کاهندهٔ ولتاژهای حاصل از صاعقه و محدودگر جریان کاربرد دارد.
القاگرهایی با مقدار القاوَری بسیار زیاد نیز در شبیه‌سازی مدارهای ژیراتور مورد استفاده قرار می‌گیرند.